# دهستان قلعه بیابان
دهستان قلعه بیابان، یکی از دهستان‌های بخش جنت شهرستان داراب در استان فارس ایران است. مرکز این دهستان، روستای قلعه بیابان است.

## جمعیت
بر پایه سرشماری عمومی نفوس و مسکن در سال ۱۳۹۵، جمعیت
دهستان قلعه بیابان برابر با ۷٬۴۷۲ نفر بوده است.